# I figli di Dune (miniserie televisiva)
I figli di Dune (Frank Herbert's Children of Dune) è una miniserie per la televisione del 2003, tratta dai romanzi di fantascienza del Ciclo di Dune di Frank Herbert e seguito della miniserie Dune - Il destino dell'universo. Diretta da Greg Yaitanes e adattata per la TV da John Harrison, è stata trasmessa in prima visione negli Stati Uniti su Sci Fi Channel il 16 marzo 2003 e in seguito doppiata anche in italiano.
Nel 2003 ha vinto un premio Emmy Primetime per gli effetti speciali visivi.

## Trasposizione
Questa seconda miniserie combina i due romanzi cronologicamente successivi al celeberrimo Dune di Frank Herbert: Messia di Dune e I figli di Dune. Conserva la suddivisione in tre episodi della precedente miniserie ma, approfittando del fatto che il romanzo Messia di Dune è lungo circa un terzo sia di Dune che de I Figli di Dune, si suddivide in realtà in due parti ben distinte. Il primo episodio copre le vicende narrate nel Messia, cioè fino alla nascita dei gemelli Atreides (Leto II e Ghanima); il secondo e il terzo episodio sono da considerarsi un unicum simile alla miniserie precedente, e coprono le vicende di Leto II fino alla sua accettazione del Sentiero Dorato e l'inizio del suo regno come tiranno.
Anche quest'opera, come la precedente, è caratterizzata dalla ricerca di una elevata fedeltà ai romanzi e recepisce alcune critiche che erano state fatte dai fan più accaniti. Per esempio gli occhi saturi di Spezia vengono resi non più fluorescenti com'era anche nel film Dune di David Lynch, ma di un blu molto saturo che meglio si adatta alla descrizione letteraria del fenomeno indotto dalla Spezia.

## Trama

### Prima puntata:Messiah
Dodici anni dopo la vittoria dei Fremen guidati da Paul Muad'Dib, erede degli Atreides, sull'imperatore Padisha Shaddam IV. La casa dei Corrino è stata sconfitta ed esiliata su Salusa Secundus; l'ex imperatore muore e la primogenita Irulan si ritrova a essere il nuovo capo della Casa caduta in disgrazia. Da un punto di vista puramente legale, è anche moglie di Paul, il nuovo Imperatore-Dio. La sorella Wensicia ha però in mente un piano per ribaltare la situazione e riportare i Corrino al potere.
Gli Atreides e il loro controllo dell'Universo tramite la spezia si trovano ancora una volta minacciati da un complesso schema di intrighi che comprende le Bene Gesserit, la Gilda Spaziale, i Tleilaxu, la Casa Corrino e un gruppo di Fremen ribelli. Un primo risultato del complotto è un attentato durante il quale Paul perde l'uso degli occhi, anche se non della vista: grazie alla prescienza, è ancora in grado di vedere seguendo la via descritta dalle sue visioni.
Irulan è coinvolta, anche se solo parzialmente, nel complotto: somministrando droghe di nascosto a Chani, la concubina (e moglie de facto) di Paul, cerca di evitare la nascita di eredi per la dinastia Atreides. Segretamente innamorata di Muad'Dib, vorrebbe dargli ella stessa un figlio. Questa sua condotta verrà però perdonata perché involontariamente finisce per prolungare la vita della Fremen amata da Paul.
Chani, tuttavia, ricorre alla spezia per contrastare le sostanze anticoncezionali e alla fine partorisce due gemelli, anche se a prezzo della vita. La morte di Chani è un duro colpo per Paul, che l'aveva previsto senza poterlo impedire, e pone di fatto fine alla sua visione presciente, lasciandolo completamente cieco.
A questo punto ha luogo lo scontro con Scytale. Il Volto Danzante tleilaxu, cerca di costringere il ghola, che è un clone di Duncan Idaho, a uccidere Paul, ma questo fa riemergere i ricordi originali immagazzinati nel DNA del nuovo Idaho, il quale rimane fedele agli Atreides. Scytale, esultante di fronte a questo risultato straordinario, tenta poi di corrompere Paul con la promessa di riportare in vita la sua Chani e la minaccia di uccidere i gemelli.
Paul, lacerato dal dolore e dalla disperazione, scopre però che i gemelli sono pre-nati e prescienti. Infatti il figlio Leto gli appare, come altre volte durante i sogni, nella forma di un giovane che lo invita a usare i suoi occhi di neonato per uccidere il Volto Danzante prima che questi possa fare del male a lui o alla sorella.
L'episodio si conclude con la morte di Scytale e la sottomissione di Paul alla legge Fremen secondo cui i ciechi vanno abbandonati al Verme delle Sabbie. Mentre Muad'Dib si incammina da solo nel deserto per andare a morire, i gemelli vengono affidati ad Alia, la sorella di Paul e nuova reggente dell'Impero, che è ella stessa una prenata. Torturata dalle voci dei suoi antenati che cercano di prendere il sopravvento su di lei, Alia cerca conforto e amore tra le braccia di Duncan Idaho.

### Seconda puntata:The Children
La narrazione continua parecchio tempo dopo, quando Ghanima e Leto II sono ormai adolescenti alla corte della zia Alia. Paradossalmente, è Irulan a sviluppare un forte attaccamento per i gemelli, che considera ormai come figli propri.
Lady Jessica, la madre di Paul e Alia e concubina del primo Leto Atreides, torna su Arrakis allo scopo di fare visita ai nipoti e alla figlia. Alia tuttavia teme che la madre abbia ricucito i rapporti con il Bene Gesserit e cerchi di spodestarla.
Alla cerimonia di benvenuto un personaggio chiamato 'Il Predicatore', che da un po' si aggira per le strade della capitale, compare inveendo contro i futili rituali religiosi inventati da Alia, e poi sparisce nella folla. Alia si rifiuta di ucciderlo perché crede possa essere suo fratello redivivo, e in effetti egli è proprio ciò che rimane di Paul Muad'Dib.
In questa seconda parte viene narrato in modo più dettagliato il processo di decadimento che sta avvenendo nella psiche di Alia. Tutte le Reverende Madri Bene Gesserit sono tali in quanto hanno superato la prova chiamata "Agonia della Spezia", e ciò da loro accesso a tutte le memorie delle loro antenate. Alia, tuttavia, è una prenata e possiede le memorie di tutti i propri antenati (maschi e femmine) fin da quando era un feto nel grembo della madre. Secondo le regole della Sorellanza andava uccisa alla nascita. In quanto Abominazione, non è mai stata bambina e non ha mai potuto formarsi un proprio ego abbastanza forte da resistere alle varie personalità del suo passato genetico. Nel caso di Alia, una terrificante personalità comincia a prendere possesso del suo corpo e della sua volontà: il Barone Vladimir Harkonnen, che Alia aveva ucciso con le sue stesse mani. Infatti il sanguinario Barone risulta essere il padre di Jessica e quindi il nonno della stessa Alia.
Egli propone alla nipote un patto: in cambio del controllo del corpo di Alia a fini edonistici il Barone offre di ridurre al silenzio le altre personalità che le affollano la mente.
Ben presto però la situazione precipita, tanto che Lady Jessica si accorge della possessione della figlia, e orchestra con Irulan la fuga dei gemelli.
Alia, il cui equilibrio va sempre più deteriorandosi, si trova a confronto con la madre durante una cerimonia pubblica in cui Lady Jessica prende le parti di un Fedaykin che inveisce contro i progetti distruttivi di Alia per Arrakis (che, in ultima analisi, sono piani del Barone per distruggere il ciclo della spezia e quindi l'Universo che lo ha condannato all'oblio).
Duncan, ormai conscio della pazzia di Alia e venuto a conoscenza del suo tradimento con Javid, il capo dei Sacerdoti, che era divenuto il suo amante su suggerimento del Barone, porta in salvo Lady Jessica in un luogo dove nemmeno Alia penserebbe mai di cercarli: Salusa Secundus, dritta nelle mani dei Corrino.
L'episodio si chiude con l'ennesimo tentativo di assassinio dei gemelli, orchestrato da Wensicia, la sorella di Irulan. L'assalto delle Tigri Laza, tuttavia, va a vuoto (anche se ciò si saprà solo nell'episodio seguente).
Leto, infatti, usa questa opportunità per simulare la propria morte e potere vagare indisturbato nel deserto come il padre, alla ricerca di risposte alle sue visioni.

### Terza Puntata:The Golden Path
La conclusione della miniserie segna il definitivo crollo di Alia, completamente sola in balia di forze interne ed esterne che finiscono per stritolarla: la nascente guerra civile, gli attacchi dei Fremen ribelli, la personalità del Barone Harkonnen e, infine, la crescente distanza dall'amato Duncan e la neutralità del Naib dei Fremen, Stilgar. Il colpo di grazia per la psiche della reggente arriva quando Idaho, da lei inviato proprio a tenere d'occhio Stilgar, forza la mano del Naib violando la neutralità del suo sietch con l'assassinio di Javid, l'amante di Alia. Stilgar è così costretto a uccidere Idaho, come quest'ultimo aveva fin dall'inizio pianificato: "Morto due volte per gli Atreides, la seconda per una ragione non migliore della prima".
Prima della sua morte su Arrakis, Duncan e Lady Jessica erano riusciti ad aprire un negoziato per il matrimonio tra Ghanima (che si pensa sia l'unica sopravvissuta dei gemelli ed erede di Muad'Dib) e il principe Farad'n, futuro capo dei Corrino. In questo modo intendono salvarle la vita, proteggendola dalla zia, o meglio dal Barone, che complottano per ucciderla.
Ghanima è ben disposta ad accettare il matrimonio, dato che intende uccidere Farad'n la notte di nozze per vendicare la presunta morte di Leto, orchestrata dalla madre dell'erede dei Corrino. Al loro arrivo su Arrakis, però, Farad'n coglie l'occasione per tradire Wensicia accusandola di essere l'unica artefice del complotto contro i gemelli. Per rendere più credibile la confessione la bandisce. Quest'atto di onestà colpisce Ghanima e la distoglie dai propositi di assassinio nei suoi confronti.
Nel frattempo i ribelli Fremen, capeggiati da Stilgar, cavalcano i vermi verso la capitale Arrakeen.
Leto ritorna contestualmente dal suo viaggio nel deserto, dove ha accettato di imboccare il Sentiero Dorato, l'unico modo per prevenire l'estinzione della specie umana: il suo corpo ha cominciato la metamorfosi in Verme, accettando la simbiosi con alcune Trote della Sabbia (vermi in fase embrionale). Oltre alle sue facoltà di Kwisatz Haderach, Leto ora ha una forza sovrumana che gli consente di sopravvivere alle terribili tempeste di sabbia di Arrakis e può muoversi alla velocità di un verme attraverso il deserto.
Arrivato ad Arrakeen in compagnia del padre, che ha ancora un compito da svolgere prima di essere libero dalla sua visione, si riunisce a Ghanima, che ora non deve più sposare Farad'n, poiché la sua vita non è più in pericolo.
I due gemelli si presentano portati da un vortice alla corte e interrompono la cerimonia nuziale presieduta da Alia. Il terribile urlo del verme si alza dalla bocca di Leto, che affronta la zia ormai posseduta dallo spettro del Barone. Alla fine, però, Alia sceglie di suicidarsi piuttosto che diventare un'Abominazione e muore serenamente nelle braccia della madre.
Lady Jessica, provata dagli avvenimenti, ritorna su Caladan e invita Irulan ad accompagnarla ma la moglie di Muad'Dib rifiuta: intende badare ai discendenti degli Atreides che nasceranno dall'accoppiamento tra Ghanima e Farad'n. Infatti, anche se i due gemelli si sposeranno tra di loro, non potranno avere figli poiché Leto non è più un essere umano (d'altra parte, i due erano fratelli e il matrimonio è mossa puramente politica, come quello tra Paul e Irulan).
Infatti: "Come mia madre non fu moglie, così tu non sarai marito. Ma ci potrà essere amore, con il tempo..." sono le parole di Ghanima al giovane Farad'n.

## Differenze con i romanzi
Ci sono molte differenze più o meno secondarie con i romanzi:
- La prescienza di Muad'Dib vede nel medesimo istante passato, presente e tutte le diramazioni del futuro di tutto l'universo, mentre nella miniserie sembrano stralci di profezia. La "vista" di Muad'Dib viene bloccata da se stesso quando le sue scelte generano diramazioni che collidono o da entità con i suoi stessi poteri come i navigatori della gilda, infatti Edric, nel romanzo, partecipa dal primo istante nascondendo i cospiratori nella prescienza.
- È noto che Irulan fosse la più anziana delle sorelle Corrino: essendo Wensicia interpretata da Susan Sarandon e Irulan dall'assai più giovane Julie Cox, sembrerebbe il contrario. Comunque, nel romanzo si suggerisce che Irulan apparisse più giovane di Wensicia a causa dell'addestramento Bene Gesserit.
- Wensicia è presentata fin dall'inizio come implicata in tutte le trame ai danni degli Atreides, mentre in realtà non appare affatto in Messia di Dune, dove è invece Irulan a essere inizialmente invischiata nel complotto organizzato da Scytale.
- Duncan Idaho è inizialmente chiamato Hayt, nel libro, mentre qui è sempre chiamato con il suo nome originale. Inoltre nel romanzo egli è conscio fin dall'inizio di essere parte di un complotto per l'assassinio di Paul, anche se non ne conosce le modalità. In qualità di mentat, suggerisce a Paul di allontanarlo dalla corte, specie quando in seguito scopre di essere stato suggestionato dai tleilaxu per agire in modo violento in circostanze particolari. Qui, invece, Duncan rimane ignaro di essere stato condizionato. Inoltre, Duncan originariamente era anche un filosofo Zensunni, disciplina che non è invece menzionata nella miniserie. Altrettanto si può dire dei suoi occhi, che sono normali, mentre nel romanzo sono metallici, artificiali.
- Paul è al fianco di Chani mentre muore, mentre nel romanzo la rivede solo quando il suo corpo viene portato ai Distillatori della Morte.
- Leto e Ghanima sono adolescenti o post-adolescenti, mentre nei romanzi risultano essere bambini di nove anni. Lo sceneggiatore John Harrison spiega questa incongruenza con la possibilità di ingaggiare attori adulti di maggiore talento, rispetto a quanto sarebbe stato possibile scegliendo dei bambini.
- Nel romanzo, la finta morte di Leto viene organizzata con un accordo tra i due gemelli: Ghanima si autoconvince tramite una sofisticata tecnica di ipnosi, tale da resistere anche ai poteri di una verifica che il fratello è stato sbranato dalle tigri. La consapevolezza di ciò che è realmente accaduto può essere risvegliata da Leto tramite una parola d'ordine. Nella miniserie invece, lo svolgersi degli eventi è tale per cui Leto inganna effettivamente Ghanima facendole credere di essere morto.
- La trasformazione di Leto è profondamente diversa da come narrata da Herbert, quasi il contrario. Nella miniserie viene dipinta come una sorta di infezione, in cui il contatto con poche trote della sabbia si diffonde lentamente nel corpo del giovane Atreides donandogli una forza sovrumana. Nel romanzo, le trote sono tante da ricoprirne il corpo interamente e agiscono come una sorta di esoscheletro ricoprendo ogni parte della pelle dal mento in giù.
- Il significato della trasformazione di Leto in preverme è lasciata sottintesa. Non viene detto esplicitamente della sua salita al trono, e così dei dettagli pratici del Sentiero Dorato, del suo matrimonio con la sorella gemella e dei piani riproduttivi di Leto tra lei e Farad'n.
- La morte di vari personaggi è diversa dai romanzi, anche se solo esteticamente: per esempio Alia si getta da una finestra, mentre qui muore trafiggendosi con un kryss.